# SYSTEM10
SYSTEM10（システムテン）は、ナムコが開発したPlayStation互換のアーケードゲーム基板。
プレイステーションの互換基板の上位互換基板「SYSTEM12」をベースに、2Dゲームに特化した基板として作られた。数々の機能を削減する一方で各種I/Oインターフェイスを強化した、SYSTEM12の廉価基板といった位置付けとなっている。初採用のタイトルは、2000年7月稼動開始の『ミスタードリラー2』。

## 内部構成
- MAINボードシルク表示
  - PCB ：(8906970103)
  - シルク：8906960103

- JAMMA 56ピンエッジ・コネクタ（電源、サウンド、1PLAYER、2PLAYERコントローラインターフェイス）
- サウンド出力端子
- 電源入力端子
- MEM(M)PCB用拡張コネクタ（100ピン）：フラッシュメモリやマスクROMの実装に使用する。
- EXIO PCB用拡張コネクタ（80ピン）：I/Oを拡張する際に使用する。
- GTE/MPU：CXD8606BQ
- GPU：CXD8561CQ
- SPU：CXD2938Q
  - mp3のデコード用チップが搭載されており一部タイトルではBGMの再生にmp3を使用[2]

## 主なタイトル
- ミスタードリラー2（2000年7月下旬）
- 太鼓の達人（2001年2月21日）
- フォトバトール（2001年2月26日）
- GAHAHA・一発堂（2001年3月上旬）※開発：メトロ
- ミスタードリラーグレート（2001年3月）
- ハードパンチャー はじめの一歩（2001年7月）※開発：タイトー/パンチングマシン
- ホンネ発見キ（2001年8月）
- 太鼓の達人2（2001年8月初旬）
- GAHAHA・一発堂2（2001年9月）
- ノックダウン2001（2001年11月）※パンチングマシン
- ことばのパズル もじぴったん（2001年12月中旬）
- 雀スペース/撃牌砦 2GAMES in ONE（2001年12月）※開発：メトロ
- プチプチメダルシリーズ（2001年12月）※キッズメダルゲーム機
- ハードパンチャーはじめの一歩2 王者への挑戦（2002年2月）※開発：タイトー/パンチングマシン
- パニクルパネクル（2002年3月上旬）
- 太鼓の達人3（2002年3月下旬）
- WIDEISM SP-02 ナムコ・ワイドプッシャー（2002年3月）※シングルプッシャーゲーム機
- つっこみ養成ギプス ナイス★ツッコミ※開発：メトロ
- スタートリゴン（2002年7月下旬）
- 銃武者羅（2002年8月7日）※開発：ミッチェル、販売：カプコン
- 宇宙大作戦チョコベーダー コンタクティー（2002年10月下旬）
- 太鼓の達人4（2002年12月）
- クルクルフード（2002年発売予定・未発売）
- 花鳥風月（2003年3月17日）※プリントシール機
- 青春クイズ カラフルハイスクール（2003年3月下旬）
- 三味線ブラザーズ（2003年7月）※開発：カトウ製作所、販売：コナミ
- 太鼓の達人5（2003年10月上旬）
- このeたこ（2003年11月）※開発：ミッチェル、販売：カプコン
- 太鼓の達人6（2004年7月中旬）※『7』以降から『14』まではSYSTEM256基板が採用された。